# Přerov (Pardubice)
Přerov je zaniklá vesnice na území dnešních Pardubic.
Vesnice se nalézala u Jesenčanského potoka přibližně v místě dnes nazývaným Svatá Trojice. V místě nad křížením potoka s dnešní železniční tratí bylo v roce 1889 při kácení lesa odkryto sídliště kultury Lužické se žárovými hroby, které zkoumal archeolog Václav Diviš. Rozvoj samotné vsi spadá hlavně do čtrnáctého století. Její vlastník Hanuš z Milheimu se stal v roce 1391 spoluzakladatelem Betlémské kaple v Praze a vsi Přerov uložil přispívat na plat jejího českého kazatele mj. i Jana Husa. Tuto platbu odváděla ves až do roku 1538, kdy přešla na město Pardubice. Tehdejší majitel Jan IV. z Pernštejna ves věnoval městu jako pomoc po velkém požáru. V urbáři panství z roku 1588 již není Přerov uváděn jako ves, ale jen jako místo. Zcela zanikl během třicetileté války. Na jeho existenci upomíná název později vzniklé městské čtvrti Přerovsko a název jedné z ulic.